# 朱暉 (明朝)
朱暉，字東陽，保國公朱永之子，撫寧伯朱謙之孫，明朝軍事將領。保國公。

## 生平
朱暉長髯廣額，軀幹甚偉，人稱其威重類父，早年曾隨父朱永征戰，時人都認為他是邊才。弘治五年，授勛衛，嗣保國公，督神機營。弘治十三年，更換京營大帥，命其督三千營兼領右軍都督府事。當時火篩進攻大同，平江伯陳銳等不能抵擋，於是命朱暉佩大將軍印代之。大軍剛至，邊寇已退，於是班師。次年春，火篩連小王子再次進攻延綏、寧夏，右都御史史琳求援。於是明孝宗再次命朱暉佩大將軍印，統都督李俊、李澄、楊玉、馬儀、劉寧五將前往，以中官苗逵監軍，大軍抵達寧夏時，蒙古軍已經掠奪而去。於是，朱暉率領五路大軍，在河套地區進攻，但當時蒙古已經撤軍，只獲馬駝牛羊千五百以歸。不久，蒙古軍進入固原，轉而掠奪平涼、慶陽，關中地區大震。兩鎮將嬰城不敢戰，朱暉亦畏怯不急赴。大軍趕至時，只斬十二人，追回所掠生口四千。此役非勝，而大軍迂迴無紀律，擾民傷財甚多，斬獲甚微。廷臣御史交相彈劾三人罪，明孝宗不予追問。當時上報有搗巢有功將士萬余人，兵部尚書馬文升、大學士劉健持書不予。而孝宗仍然給予此前李俊請賞的貳佰餘人，并遣中官賫羊酒迎勞。言官紛紛彈劾，但孝宗終不聽，仍然命其總督團營，領三千營、右軍都督府。
明武宗繼位后，蒙古再次大舉進犯宣府，命其與李俊、史琳率軍前往，當時參將陳雄擊斬八十余級，還所掠人口二千七百人。而朱暉卻奏報有功將士為兩萬餘人。此時工部侍郎閻仲宇、大理丞鄧璋前往核實，認為所報多為不實。然而終因苗逵緣故，仍然給予賜賞。當時劉瑾用事，朱暉仍然上奏所給錄功太薄。兵部力爭，不被允許，明武宗竟然聽從朱暉，升遷者有一千五百六十三人，朱暉則加為太保。正德六年去世。

## 延伸阅读
[在维基数据编辑]
 《明史卷一百七十三》，出自《明史》